# Phrudocentra heterospila
Phrudocentra heterospila là một loài bướm đêm trong họ Geometridae.